# 15766 Strahlenberg
15766 Strahlenberg è un asteroide della fascia principale. Scoperto nel 1993, presenta un'orbita caratterizzata da un semiasse maggiore pari a 3,1620755 UA e da un'eccentricità di 0,0454383, inclinata di 5,14118° rispetto all'eclittica.
Trae il suo nome da quello dell'ufficiale e geografo svedese Philip Johan von Strahlenberg, che tra il 1711 e il 1721 esplorò la Russia e della Siberia per chiarirne la geografia e la natura; stabilì convenzionalmente i confini tra Europa ed Asia. 